# Gonolobus dasystephanus
Gonolobus dasystephanus är en oleanderväxtart som först beskrevs av Joseph Blake, och fick sitt nu gällande namn av R. E. Woodson. Gonolobus dasystephanus ingår i släktet Gonolobus och familjen oleanderväxter. Inga underarter finns listade i Catalogue of Life.